# ساري بيغلوي تشراغ
ساري بيغلوي تشراغ هي قرية في مقاطعة أرومية، إيران. عدد سكان هذه القرية هو 500 في سنة 2006.